# Шаранг, Элизабет
Элизабет Шаранг (нем.  Elisabeth Scharang, 3 февраля 1969, Брукк-ан-дер-Мур) — австрийский кинорежиссёр и сценарист. Член Академии австрийского кино.

## Биография
Дочь писателя Михаэля Шаранга (р. 1941). Изучала политические науки, философию и социологию. С 1987 начала работать на Österreichischer Rundfunk как журналист и модератор. С 1997 работает на телевидении как режиссёр-документалист. Первый игровой фильм сняла в 2011.

## Фильмография
- 1997 — Die Tage der Kommune (телевизионный документальный)
- 1998 — Schweigen und Erinnern (телевизионный документальный)
- 2001 — Нормальные времена/ Normale Zeiten (документальный, также сценарист)
- 2005 — Мой убийца/ Mein Mörder (документальный фильм о детской эвтаназии; также выступала сценарист, в соавторстве с Михаэлем Шарангом; премия Австрийского телевидение за вклад в образование  взрослых, премия Роми за лучший сценарий, премия МКФ аудиовизуальных программ в Биаррице)
- 2006 — Tintenfischalarm (документальный)
- 2006 — Моя любимая республика/ Meine liebe Republik (документальный)
- 2007 — Франц Фукс – патриот/ Franz Fuchs – Ein Patriot (полудокументальный; также сценарист, в соавторстве; премия Австрийского телевидение за вклад в образование  взрослых, премия Роми за режиссуру, премия Эриха Нойберга[нем.])
- 2011 — Может, в другой жизни/ Vielleicht in einem anderen Leben (полнометражный игровой, по драме Петера Туррини и Сильке Хасслер Jedem das Seine; номинация на премию Золотой глаз Цюрихского МКФ за лучший фильм на немецком языке, )
- 2014 — Kick Out Your Boss

## Признание
- 1992 — Государственная премия Австрии за журналистику для юношества
- 2011 — Премия Акселя Корти[нем.]